# Barthélémy Lebrun
Pour les articles homonymes, voir Lebrun.
Barthélémy Lebrun, né le 22 octobre 1809 à Landrecies dans le Nord, mort le 6 octobre 1889 à Paris, est un général de division français, grand-croix de la Légion d'honneur.
Il se distingue au  corps expéditionnaire de la Méditerranée, lors de la conquête de l'Algérie, de  la guerre de Crimée, de la campagne d'Italie puis au cours de la guerre franco-allemande de 1870 à la tête d'un corps d'armée. Il termine sa carrière à Rouen au commandement du  3e corps d'armée.

## Biographie
Entré à l'école spéciale militaire de Saint-Cyr en 1829, il en sort sous-lieutenant en 1831. Promu lieutenant en 1834 sorti 1er de promotion de l'école d'état-major, puis capitaine, il sert au 5e Régiment de Dragons.
Chef d'escadrons, lors des évènements de 1848, il est au côté du général Négrier lorsque celui-ci est blessé.
Il participe ensuite au siège de Rome en 1849, chef d'état-major de la 2e division du corps expéditionnaire en Méditerranée.
Promu lieutenant-colonel, il est affecté à la division de Constantine comme chef d'état major, en 1852.
Colonel en janvier 1855, il participe à la guerre de Crimée en tant que chef d'état-major de la 2e, puis de la 1re division du  2e Corps.
Chef d'état-major du général de Mac Mahon en 1855 en Algérie, il est ensuite nommé au même poste à la division de Paris deux ans plus tard.
Nommé général de brigade en 1858, il participe aux batailles de  Turbigo, Magenta, puis Solférino.
Chef d'état-major de la Garde impériale en 1860, il est promu général de division en 1866, puis exerce la fonction d'aide-de-camp de l'empereur Napoléon III en 1868.
En 1870, il est en mission diplomatique à Vienne avant de prendre la fonction de premier aide-major-général de l'armée du Rhin en 1870.
Il commande ensuite le  12e corps d'armée de l'armée de Châlons en 1870 et participe à sa tête aux batailles de Beaumont, Mouzon, Bazeilles où s'illustre la célèbre infanterie de marine les marsouins de la division bleue placés sous le commandement du général Lebrun, et enfin Sedan.
D'abord prisonnier à la presqu'île d'Iges, voulant rester près de ses hommes, il part en captivité en Allemagne, à Coblence, puis Aix-la-Chapelle.
À l'issue de sa captivité, il exerce diverses fonctions telles que : membre de  la Commission mixte des Travaux Publics, inspecteur général de l'école d'application de l'état-major, président de la commission de révision du règlement sur le service des places, membre du comité de défense, et président de la commission de réorganisation du corps d'état-major.
Il prend le commandement du  3e corps d'Armée de Rouen en 1873, qu'il quitte en 1879, à l'âge de 70 ans.
Mort à Paris le 6 octobre 1889, il est inhumé au cimetière de Landrecies.département du Nord.
Le général Lebrun est auteur de nombreux documents et livres et un important fonds se situe au Service historique de la Défense.

## Distinctions
- Grand-croix de la Légion d'honneur (décret du 3 février 1875)

## Publications
- Barthélemy Louis Joseph Lebrun, Souvenirs des guerres de Crimée et d'Italie, Paris, Émile de La Bédollière, 1859.